# Освальдо Рамірес
Освальдо Рамірес (ісп. Oswaldo Ramírez, нар. 28 березня 1947, Ліма) — перуанський футболіст, що грав на позиції нападника.
Вважається одним із найкращих форвардів у Південній Америці. На клубному рівні з 27 голами він входить у десятку найкращих бомбардирів в історії Кубка Лібертадорес та є найкращим перуанським бомбардиром в цьому змаганні, будучи найкращим бомбардиром турніру в 1972 і 1975 роках. Також він є другим найкращим бомбардиром у Першому дивізіоні Перу з 190 голами, п'ятим найкращим бомбардиром в історії «Універсітаріо» (95 голів), дев'ятим найкращим бомбардиром клубу «Спортінг Крістал» (89 голів) та сьомим бомбардиром «Спорт Бойз» (48 голів) — з останнім був найкращим бомбардиром чемпіонату Перуана в 1969 року. У складі збірної Перу — володар Кубка Америки.

## Клубна кар'єра
У дорослому футболі дебютував 1966 року виступами за команду «Спорт Бойз», разом з якою брав участь у Кубку Лібертадорес 1967 року. Клуб фінішував 3-ім у групі та вибув на груповому етапі, а Рамірес забив 4 голи за свій клуб. У 1968 році він забив 26 голів і завоював звання найкращого бомбардира перуанської ліги. Загалом у своїй першій команді провів чотири сезони, взявши участь у 92 матчах чемпіонату, в яких забив 50 голів.
Своєю грою за цю команду привернув увагу представників тренерського штабу клубу «Універсітаріо де Депортес», до складу якого приєднався 1970 року. З командою він брав участь у Кубку Лібертадорес 1971 року, де «Універсаріо» показав чудові результати на груповому етапі, не програвши жодної гри і вигравши групу, залишивши за собою два аргентинські гранди — «Росаріо Сентраль» та «Бока Хуніорс». Рамірес забив один гол за свій клуб. На стадії півфіналу «Універсаріо» посів останнє місце в групі. Разом з командою того ж року Рамірес виграв свій перший титул чемпіона Перу.
Наступного року «Універсаріо» дійшло до фіналу Кубка Лібертадорес 1972 року, де в півфіналі залишило за собою двох уругвайських гігантів — «Насьйональ» та «Пеньяроль». Рамірес забив 6 голів за клуб на тому турнірі, у тому числі відзначився хет-триком у Монтевідео в грі проти «Насьйоналя» (3:3), ставши найкращим бомбардиром турніру.
У 1974 році разом з «Універсаріо» він виграв свій другий титул чемпіона Перу, а наступного року знову вийшов з командою у півфінал Кубка Лібертадорес 1975 року, забивши 8 голів, ставши вдруге найкращим бомбардиром головного континентального клубного турніру. Всього Рамірес відіграв за команду з Ліми шість сезонів своєї ігрової кар'єри.
Після вдалого виступу на Кубку Америки 1975 року Рамірес відправився за кордон у мексиканський «Атлетіко Еспаньйол», з яким того ж року виграв Кубок чемпіонів КОНКАКАФ, забивши по голу в півфіналі і фіналі. Також забив гол у матчі за Міжамериканський кубок 1976 року у ворота аргентинського «Індепендьєнте», але трофей мексиканцям здобути не вдалось. У 1977 році нападник повернувся в Перу, де виграв два чемпіонати з клубом «Спортінг Крістал» і знову став найкращим бомбардиром чемпіонату у 1980 році з 18 голами.
У 1980—1981 роках Рамірес виступав у Венесуелі за клуб «Депортіво Галісія», потім він повернувся до «Спортінг Крістал» і востаннє взяв участь у Кубку Лібертадорес 1981 року. «Спортінг» вибув на груповому етапі, а Рамірес забив свої три останні голи в цьому турнірі. У 1982 році він закінчив свою футбольну кар'єру. У матчах чемпіонату він зіграв загалом 440 матчів і забив 224 голи, а в міжнародних клубних змаганнях провів 56 матчів і забив 29 голів. Він є одним з найкращих бомбардирів в історії Кубка Лібертадорес — у цьому турнірі він забив 27 голів (4 за «Спорт Бойз», 15 за «Універсаріо» та 8 за «Спортінг Крістал»), що є рекордом для перуанських футболістів.
За даними Міжнародної федерації історії та статистики футболу він забив 224 голи в 438 офіційних матчах у вищому дивізіоні в Перу, Мексики та у Кубку Лібертадорес, що робить його одним з найкращих бомбардирів Південної Америки 1970-х років. Також майже тридцять років Рамірес утримував рекорд найкращого бомбардира чемпіонату Перу, поки Серхіо Ібарра не побив його результат у 2008 році.
По завершенні ігрової кар'єри став функціонером, працював президентом Перуанської федерації футболу (1985—1986) та уповноваженим ФІФА.

## Виступи за збірну
7 квітня 1968 року дебютував в офіційних матчах у складі національної збірної Перу в товариській грі проти Бразилії (1:2). Наступного року взяв участь у кваліфікації до чемпіонату світу 1970 року, де перуанці у вирішальному матчі сенсаційно вибили Аргентину (2:2) завдяки дублю Раміреса і вперше за 40 років вийшли на «мундіаль». На самому чемпіонаті світу 1970 року у Мексиці Рамірес зіграв у двох іграх групового етапу — проти ФРН (1:3) та Марокко (3:0), а його команда дійшла до чвертьфіналу.
Рамірес виступав за національну збірну Перу на Кубку незалежності Бразилії, який проходив з 18 по 25 червня 1972 року в Бразилії. Він допоміг своїй команді здобути перемогу над Венесуелою з рахунком 1:0, забивши вирішальний гол у матчі, але Перу програло у останній грі своєї групи Югославії з рахунком 1:2, де Рамірес також забив гол, і не вийшло до фінального раунду.
Згодом Рамірес у складі збірної був учасником розіграшу Кубка Америки 1975 року у різних країнах, здобувши того року титул континентального чемпіона. Рамірес зіграв у всіх 9 іграх — двічі проти Чилі, Болівії (забив по одному голу) та Бразилії, а також в усіх трьох фінальних матчах проти Колумбії (забивши гол у другому з них в Лімі).
Загалом протягом кар'єри у національній команді, яка тривала 10 років, провів у її формі 57 матчів, забивши 17 голів.

## Статистика виступів

### Статистика клубних виступів
| Сезон                          | Команда                        | Чемпіонат                      | Чемпіонат | Чемпіонат | Міжнародні | Міжнародні | Міжнародні | Усього | Усього |
| Сезон                          | Команда                        | Чемпіонат                      | Ігор      | Голів     | Турнір     | Ігор       | Голів      | Ігор   | Голів  |
| ------------------------------ | ------------------------------ | ------------------------------ | --------- | --------- | ---------- | ---------- | ---------- | ------ | ------ |
| 1966                           | «Спорт Бойз»                   | Дессентралісадо                | 14        | 4         | -          | -          | -          | 14     | 4      |
| 1967                           | «Спорт Бойз»                   | Дессентралісадо                | 16        | 6         | КЛ         | 8          | 4          | 24     | 10     |
| 1968                           | «Спорт Бойз»                   | Дессентралісадо                | 26        | 26        | -          | -          | -          | 26     | 26     |
| 1969                           | «Спорт Бойз»                   | Дессентралісадо                | 18        | 10        | -          | -          | -          | 18     | 10     |
| Усього за «Спорт Бойз»         | Усього за «Спорт Бойз»         | Усього за «Спорт Бойз»         | 74        | 46        | -          | 8          | 4          | 82     | 50     |
| 1970                           | «Універсітаріо»                | Дессентралісадо                | 19        | 7         | -          | -          | -          | 19     | 7      |
| 1971                           | «Універсітаріо»                | Дессентралісадо                | 17        | 10        | КЛ         | 8          | 1          | 25     | 11     |
| 1972                           | «Універсітаріо»                | Дессентралісадо                | 27        | 14        | КЛ         | 12         | 6          | 39     | 20     |
| 1973                           | «Універсітаріо»                | Дессентралісадо                | 23        | 14        | -          | -          | -          | 23     | 14     |
| 1974                           | «Універсітаріо»                | Дессентралісадо                | 44        | 26        | -          | -          | -          | 44     | 26     |
| 1975                           | «Універсітаріо»                | Дессентралісадо                | 3         | 2         | КЛ         | 10         | 8          | 13     | 10     |
| Усього за «Універсітаріо»      | Усього за «Універсітаріо»      | Усього за «Універсітаріо»      | 133       | 73        | -          | 30         | 15         | 163    | 88     |
| 1975–76                        | «Атлетіко Еспаньйол»           | Прімера Дивізіон               | 32        | 9         | КЧ + МК    | 6+2        | 3+1        | 40     | 13     |
| 1976–77                        | «Атлетіко Еспаньйол»           | Прімера Дивізіон               | 14        | 3         | -          | -          | -          | 14     | 3      |
| Усього за «Атлетіко Еспаньйол» | Усього за «Атлетіко Еспаньйол» | Усього за «Атлетіко Еспаньйол» | 46        | 12        | -          | 8          | 3          | 54     | 16     |
| 1977                           | «Спортінг Крістал»             | Дессентралісадо                | 37        | 24        | -          | -          | -          | 37     | 24     |
| 1978                           | «Спортінг Крістал»             | Дессентралісадо                | 15        | 9         | КЛ         | 5          | 3          | 20     | 12     |
| 1979                           | «Спортінг Крістал»             | Дессентралісадо                | 14        | 4         | -          | -          | -          | 14     | 4      |
| 1980                           | «Спортінг Крістал»             | Дессентралісадо                | 30        | 18        | КЛ         | 3          | 2          | 33     | 20     |
| 1981                           | «Спортінг Крістал»             | Дессентралісадо                | 27        | 8         | КЛ         | 6          | 3          | 33     | 11     |
| Усього за Sporting Cristal     | Усього за Sporting Cristal     | Усього за Sporting Cristal     | 123       | 63        | -          | 14         | 8          | 137    | 71     |
| Усього за кар'єру              | Усього за кар'єру              | Усього за кар'єру              | 376       | 194       | -          | 60         | 31         | 440    | 225    |

### Голи за збірну
| Голи Освальдо Раміреса за збірну | Голи Освальдо Раміреса за збірну | Голи Освальдо Раміреса за збірну          | Голи Освальдо Раміреса за збірну | Голи Освальдо Раміреса за збірну | Голи Освальдо Раміреса за збірну | Голи Освальдо Раміреса за збірну |
|                                  | Дата                             | Місце                                     | Суперник                         | Рахунок                          | Результат                        | Турнір                           |
| -------------------------------- | -------------------------------- | ----------------------------------------- | -------------------------------- | -------------------------------- | -------------------------------- | -------------------------------- |
| 1.                               | 9 травня 1969                    | Богота (Колумбія)                         | Колумбія                         | 1-1                              | 1-3                              | Товариський матч                 |
| 2.                               | 14 травня 1969                   | Сан-Сальвадор (Сальвадор)                 | Іспанія                          | 1-2                              | 1-4                              | Товариський матч                 |
| 3.                               | 14 травня 1969                   | Сан-Сальвадор (Сальвадор)                 | Іспанія                          | 1-4                              | 1-4                              | Товариський матч                 |
| 4.                               | 31 серпня 1969                   | «Ла Бомбонера», Буенос-Айрес (Аргентина)  | Аргентина                        | 0-1                              | 2-2                              | Відбір на ЧС-1970                |
| 5.                               | 31 серпня 1969                   | «Ла Бомбонера», Буенос-Айрес (Аргентина)  | Аргентина                        | 0-2                              | 2-2                              | Відбір на ЧС-1970                |
| 6.                               | 18 червня 1972                   | «Вівалдан», Манаус (Бразилія)             | Венесуела                        | 1-0                              | 1-0                              | Кубок незалежності Бразилії      |
| 7.                               | 25 червня 1972                   | «Вівалдан», Манаус (Бразилія)             | Югославія                        | 1-1                              | 1-2                              | Кубок незалежності Бразилії      |
| 8.                               | 23 квітня 1973                   | Ліма (Перу)                               | Панама                           | 3-0                              | 4-0                              | Товариський матч                 |
| 9.                               | 1 липня 1973                     | Національний стадіон, Ліма (Перу)         | Колумбія                         | 3-0                              | 3-1                              | Товариський матч                 |
| 10.                              | 10 липня 1975                    | Ліма (Перу)                               | Парагвай                         | 1-0                              | 2-0                              | Товариський матч                 |
| 11.                              | 10 липня 1975                    | Ліма (Перу)                               | Парагвай                         | 2-0                              | 2-0                              | Товариський матч                 |
| 12.                              | 27 липня 1975                    | «Естадіо Хесус Бермудес», Оруро (Болівія) | Болівія                          | 0-1                              | 0-1                              | Кубок Америки 1975               |
| 13.                              | 7 серпня 1975                    | Національний стадіон, Ліма (Перу)         | Болівія                          | 1-0                              | 3-1                              | Кубок Америки 1975               |
| 14.                              | 26 березня 1975                  | Національний стадіон, Ліма (Перу)         | Колумбія                         | 2-0                              | 2-0                              | Кубок Америки 1975               |
| 15.                              | 17 травня 1977                   | «Ацтека», Мехіко (Мексика)                | Мексика                          | 1-1                              | 1-1                              | Товариський матч                 |
| 16.                              | 29 травня 1977                   | Порт-о-Пренс (Гаїті)                      | Гаїті                            | 2-2                              | 2-2                              | Товариський матч                 |
| 17.                              | 1 квітня 1978                    | Національний стадіон, Ліма (Перу)         | Болгарія                         | 1-1                              | 1-1                              | Товариський матч                 |

## Титули і досягнення

### Командні
- Чемпіон Перу (4):

«Універсітаріо де Депортес»: 1971, 1974
«Спортінг Крістал»: 1979, 1980
- Володар Кубка чемпіонів КОНКАКАФ (1):

«Некакса»: 1975
- Переможець Кубка Америки: 1975

### Особисті
- Найкращий бомбардир чемпіонату Перу: 1968 (26 голів), 1981 (18 голів)[11]
- Найкращий бомбардир Кубка Лібертадорес: 1972 (6 голів), 1975 (8 голів)[12]